# Venusia melanogramma
Venusia melanogramma är en fjärilsart som beskrevs av Eugen Wehrli 1931. Venusia melanogramma ingår i släktet Venusia och familjen mätare. Inga underarter finns listade i Catalogue of Life.